# Angellica Aribam
Angellica Aribam, född 22 januari 1992, i Imphal i den indiska delstaten Manipur, är en indisk politisk aktivist som arbetar med frågor om kön, ras och demokratisering av politik. Hon är grundare av Femme First Foundation, en icke-statlig organisation som arbetar för att främja kvinnors politiska ledarskap i Indien. Aribam har också varit nationell generalsekreterare för National Students' Union of India, studentförbundet inom Kongresspartiet.
Aribam är en första VVEngage Fellow för kvinnliga politiska ledare på Vital Voices, en amerikansk icke-statlig organisation grundad av Hillary Clinton och Madeleine Albright. 2017 utsågs Aribam till en av Forbes Indias 30 under 30 för sitt arbete med politik och policies. Hon var den första studenten från den nordöstra regionen av Indien som valdes in i Delhi University Students' Union Executive Committee.

## Biografi

### Tidigt liv
Angellica Aribam föddes i västra Imphal, Manipur, Indien i en brahminfamilj. Hon är den yngsta av tre syskon. Vid 12 års ålder flyttade hon till New Delhi för att slutföra sin skolgång.

### Utbildning
Aribam avlade sin kandidatexamen i biokemi med utmärkelser från Sri Venkateswara College, University of Delhi 2012. Under en sabbatsperiod från det politiska livet 2017–2018 var Aribam forskare i Kina och avlade sin masterexamen i offentlig politik vid Peking University.

### Politisk resa
Aribam gick med i National Students’ Union of India (NSUI), studentförbundet inom Kongresspartiet, i juli 2012. I en intervju nämner Aribam hur rasism mot människor från nordöstra Indien i olika indiska städer fick henne att gå med i aktiv politik.
I september 2012 valdes Aribam in i Campus Law Centre, Juridiska fakulteten, University of Delhi. Därefter kandiderade hon och vann valet till verkställande kommittén för Delhi University Students' Union. Med det blev hon den första personen från nordöstra Indien som valdes in i Delhi University Students' Union.
I december 2012 valdes hon in som nationell sekreterare i NSUI av Rahul Gandhi. Hon var den yngsta personen som kom med i den nationella kommittén.
Vid AICC-sessionen i Jaipur 2013 var Aribam den enda talaren från hela nordöstra regionen. I sitt tal fokuserade hon på de utmaningar som den nordöstliga diasporan står inför i hela landet.
Inför det 16:e Lok Sabha-valet förankrade Aribam konsultationerna, formuleringen och utarbetandet av studentmanifestet för den indiska nationalkongressen.
I mars 2016 befordrades Aribam till nationell generalsekreterare för NSUI. Hon avgick från sin position i juli 2017 i ett försök att skapa utrymme för yngre blod i systemet, efter att ha tjänat organisationen i fem år. Aribam representerade Kongresspartiet i olika nationella och internationella medieplattformar.

### Aktivism och antirasism
Aribam är antirasismaktivist. Hon gick med i politiken efter våldet mot  studenter från nordöstra Indien i juli 2012. Genom sitt arbete med NSUI och personliga skrivelser har hon upprepade gånger krävt genomförandet av Bezbaruah-kommitténs rekommendationer. Hon anklagade BJP för att ha hänvisat till indier från nordöst som "invandrare", vilket ledde till att partiet utfärdade ett förtydligande. I en intervju belyser Aribam det ansvar som följer med att representera en minoritetsgemenskap, "när en individ från en minoritetsgemenskap begår ett misstag, då ses det som hela samhällets misstag och sätter mycket mer press på företrädaren att prestera bättre som ledare".
I mars 2020 utsattes Aribam för allvarliga angrepp på nätet, där hon trakasserades med ett nedsättande rasistiskt förtal som är straffbart enligt indisk lag. Hon lämnade in ett klagomål till Cyber Cell of Delhi Police. I ljuset av de ökande rasbrotten på grund av covid-19 fick hennes framställning som uppmanade Indiens premiärminister att fördöma rasism ett brett stöd, varefter premiärministern gjorde ett uttalande.

### Internetfrihet och nätneutralitet
Aribam har kämpat för ett fritt och öppet Internet. Hon är förespråkare för principerna om nätneutralitet. Hon spelade en avgörande roll för att Kongresspartiet tog upp frågan om nätneutralitet i Indiens parlament 2015.

### Menstruationshälsa
Som en högljudd förespråkare för menstruationshälsa har Aribam arbetat för att säkerställa tillgång till rena och hygieniska sanitetsprodukter i indiska fängelser. 2015 greps hon av Delhi-polisen efter en protest som krävde ökad säkerhet för kvinnor i huvudstaden. Hennes tid i häkte var traumatisk, eftersom fängelset inte kunde ge henne mensskydd. Därefter tog hon upp saken med Delhi-polisen och begärde att gratis bindor skulle göras tillgängliga i fängelserna.

### Kvinnors rättigheter
Aribam är en intersektionell feminist som tror på fjärde vågens feminism.  I september 2016 skrev Aribam en artikel som lyfte fram den påstådda sexism och kvinnofientlighet som var utbredd i kvinnoboendet vid Banaras Hindu University (BHU). Detta var den första populära artikeln som avslöjade omfattningen av könsdiskriminering i BHU. Efter detta intensifierades protesterna på campus, eftersom BHU-aktivisterna fick stöd från hela landet.

### Annantidszonför nordöstra Indien
I maj 2017 startade Aribam en petition där hon bad centralregeringen att meddela en separat tidszon för den nordöstra regionen av landet. Indien är 3 000 kilometer brett, men har trots det officiellt bara en enda tidszon. Experter tror att en annan tidszon kommer att bidra till att öka den andel av arbetet som utförs på dagtid och även spara energi.

## Genusrepresentation och Femme First Foundation
Aribam har varit en högljudd förespråkare för ökad representation för kvinnor i politiken. Hon har, genom sina skrivelser och olika föredrag, förespråkat antagandet av Women's Reservation Bill och behovet av större representation för kvinnor. Hon har också menat att könskvotering behöver kompletteras med kapacitetsuppbyggnad och fler incitament för kvinnorna i de politiska organisationerna.

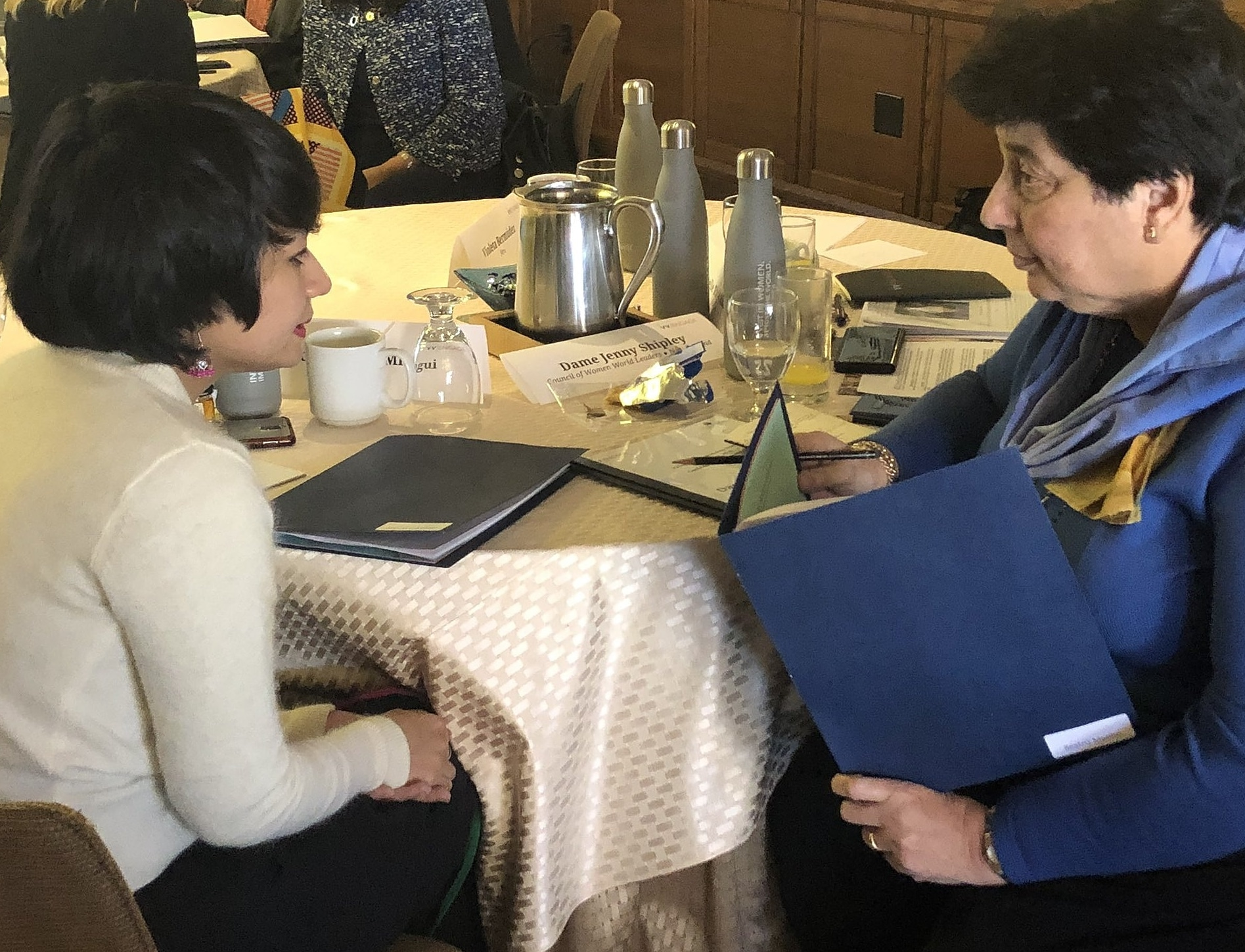
Angellica Aribam förhandlar fram ett avtal med Perus premiärminister Beatriz Merino i en simuleringsövning.

Aribam är grundare och direktör för Femme First Foundation (FFF). FFF är en partipolitiskt obunden, ideell organisation som är inriktad på att stärka kvinnligt ledarskap genom att utbilda kvinnliga politiska ledare.

## Utmärkelser och erkännanden

### Forbes India 30 under 30
Aribam utsågs till en av Forbes Indias "30 under 30" år 2017 i kategorin lag, politik och politik. Forbes beskrev henne som någon som "kämpar mot rasism med kraft". Om Aribams erkännande som "30 Under 30" av Forbes, sade den tidigare fackliga ministern Dr. Shashi Tharoor: "Som ung kvinna från Manipur, som har tagit sig in i politiken helt och hållet tack vare sitt eget hårda arbete, är Aribam en inspiration för unga indier, särskilt de som kommer från marginaliserade regioner, att gå med i det offentliga livet, och göra skillnad”.

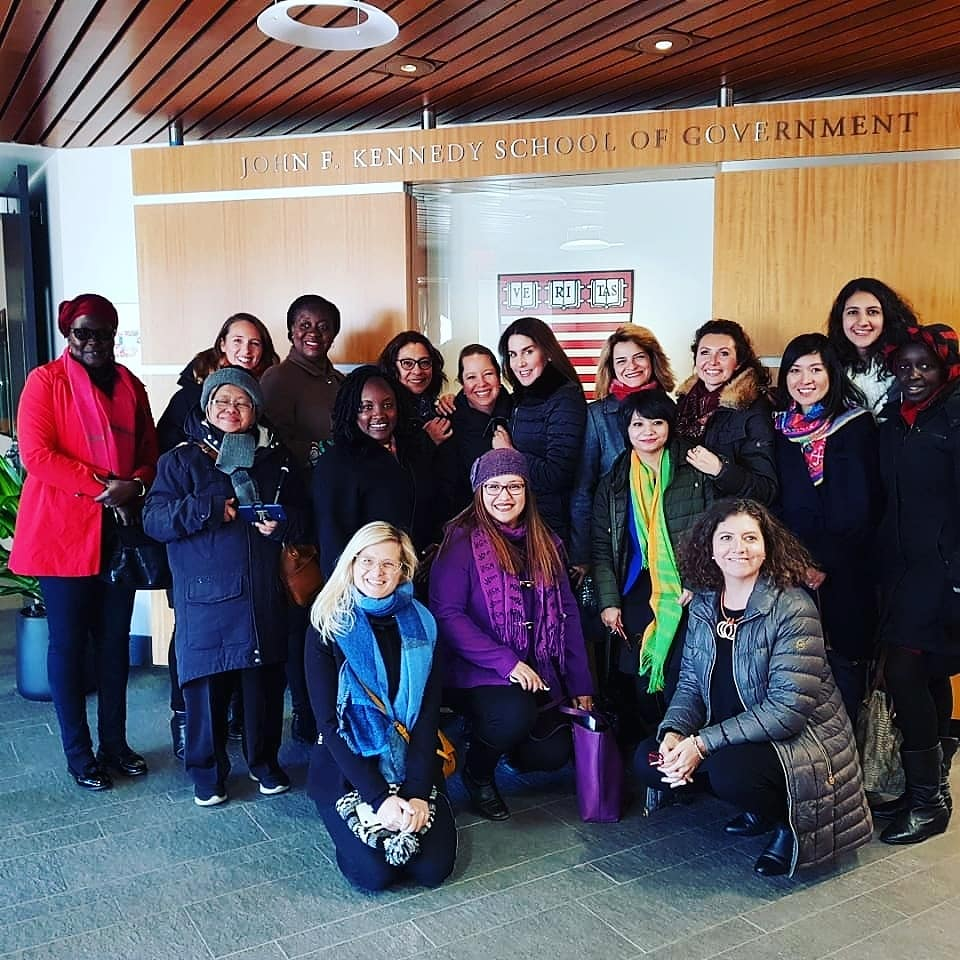
Invigningsgruppen för VV Engage vid Harvard Kennedy School.

### VVEngage Fellow
2018 valdes Aribam till invigningsgruppen för det prestigefyllda VVEngage Fellowship. VVEngage Fellowship är ett Vital Voices-program som fokuserar på att främja kvinnors offentliga ledarskap. VVEngage Fellows deltar i en rigorös utbildning, online och personlig, och ansluter sig till ett globalt nätverk av kamrater och mentorer. Under programmet fick hon de tidigare premiärministrarna Beatriz Merino från Peru, Jenny Shipley från Nya Zeeland och Kim Campbell från Kanada som mentorer.